# Albee (Dakota del Sud)
Albee è un centro abitato (town) degli Stati Uniti d'America, situato nella contea di Grant nello Stato del Dakota del Sud. La popolazione era di 16 persone al censimento del 2010.

## Storia
Un ufficio postale chiamato Albee fu creato nel 1888, e rimase in funzione fino al 1992. La comunità prende il nome da W. C. Albee, un funzionario delle ferrovie.

## Geografia fisica
Secondo lo United States Census Bureau, ha un'area totale di 0,13 miglia quadrate (0,34 km²).

## Società

### Evoluzione demografica
Secondo il censimento del 2010, c'erano 16 persone.

### Etnie e minoranze straniere
Secondo il censimento del 2010, la composizione etnica della città era formata dal 100,0% di bianchi.